# Lista margrafilor de Toscana

## Margrafi de Toscana(812–1197)

### Casa lui Bonifaciu
Aceștia erau la origine conți de Lucca, care și-au extins puterea asupra formațiunilor statale învecinate.
- Bonifaciu I: 812–823
- Bonifaciu al II-lea: 828–834
- Aganus: 835–845
- Adalbert I: 847–886
- Adalbert al II-lea „cel Bogat”: 886–915
- Guy: 915–929
- Lambert: 929–931

### Casa lui Boso
Este vorba de rude (majoritatea nelegitime) ale lui Ugo de Arles, regele Italiei, pe care acesta din urmă le-a impus după îndepărtarea dinastiei „Bonifacilor”.
- Boso: 931–936
- Umberto: 936–961 (de asemenea duce de Spoleto)
- Ugo „cel Mare”: 961–1001 (de asemenea duce de Spoleto)

### Diverși
- Bonifaciu (al III-lea): 1004–1011 (de asemenea conte de Bologna)
- Rainier: 1014–1027

### Casa deCanossa
Aceștia erau descendenți ai conților de Canossa.
- Bonifaciu al III-lea: 1027–1052 (ulterior, duce de Spoleto, 1043–1052)
- Frederic: 1052–1055 (totodată, duce de Spoleto, 1052–1055)
- Matilda: 1052–1115 (ulterior, ducesă de Spoleto, 1057–1082, 1086–1093)
  - Beatrice de Bar: 1052–1055 (regentă ca mamă a lui Frederic și a Matildei)
  - Godefroi al III-lea „cel Bărbos”: 1053–1069 (de asemenea duce de Lorena, duce de Spoleto; regent ca soț al Beatricei și tată vitreg al lui Frederic și al Matildei)
  - Godefroi al IV-lea „cel Ghebos”: 1069–1076 (de asemenea duce de Lorena, duce de Spoleto; regent ca soț al Matildei)
  - Welf: 1089–1095 (de asemenea, duce de Bavaria; coregent ca soț al Matildei)

### Diverși
- Conrad de Scheiern: 1120–1127 (de asemenea, duce de Spoleto)
- Engelbert al III-lea de Sponheim: 1135–1137 (de asemenea margraf de Istria, duce de Spoleto, margraf de Carniola)
- Henric al X-lea „cel Mândru”: 1137–1139 (de asemenea duce de Bavaria, duce de Spoleto)
- Ulrich de Attems: 1139–1152 (de asemenea vicar imperial, duce de Spoleto)
- Welf al VI-lea: 1152–1160 (de asemenea, duce de Spoleto)
- Welf al VII-lea: 1160–1167 (de asemenea, duce de Spoleto)
  - Rainald de Dassel: 1160–1163 (de asemenea vicar imperial și arhiepiscop de Köln)
  - Christian I de Mainz: 1163–1173 (de asemenea vicar imperial și arhiepiscop de Mainz)
- Welf al VI-lea: 1167–1173 (de asemenea, duce de Spoleto)
- Filip de Hohenstaufen: 1195–1197 (de asemenea duce de Suabia și rege romano-german)

Din acest moment Toscana a fost divizată între numeroase orașe-stat (republici) aflate în competiție veșnică: Florența, Pisa, Siena, Arezzo, Pistoia și Lucca. Începând din secolul al XIV-lea, Florența a obținut întâietate față de Pistoia (din 1306, dar anexată oficial abia din 1530), Arezzo (1384), Pisa (1406) și Siena (1559). În ceea ce privește Lucca, aceasta s-a menținut ca republică independentă până în perioada napoleoniană.
Pentru istoria ulterioară a Florenței, vezi Republica Florența. 
Pentru istoria Florenței începând cu secolul al XV-lea, vezi familia Medici.

## Conducători ai Florenței (1434–1569)

### Casa de Medici (1434–1531)
- Cosimo de Medici 1434–1464
- Piero I de Medici 1464–1469
- Lorenzo I de Medici 1469–1492 ("Magnificul")
- Giuliano de Medici 1469–1478
- Piero al II-lea de Medici 1492–1494
- Republică 1494–1512
- Cardinalul Giovanni de Medici 1512–1513
- Lorenzo al II-lea de Medici 1513–1519
- Cardinalul Giulio de Medici 1519–1523
- Ippolito de Medici 1523–1527
- Alessandro de Medici 1523–1527
- Republică 1527–1530
- Alessandro de Medici 1530–1531

### Mari Duci ai Florenței - Casa de Medici (1531–1569)
| # | Nume       | Început domnie     | Sfârșit domnie  | Relațai cu predecesorul               |
| - | ---------- | ------------------ | --------------- | ------------------------------------- |
| 1 | Alessandro | 1 mai 1532         | 6 ianuarie 1537 |                                       |
| 2 | Cosimo I   | 20 septembrie 1537 | 21 august 1569  | verișor de gradul patru cu Alessandro |

## Mari Duci ai Toscanei - Casa de Medici (1569–1737)
| # | Nume                 | Început domnie    | Sfârșit domnie    | Relațai cu predecesorul                      |
| - | -------------------- | ----------------- | ----------------- | -------------------------------------------- |
| 1 | Cosimo I             | 21 august 1569    | 21 aprile 1574    |                                              |
| 2 | Francesco I          | 21 aprile 1574    | 19 octombrie 1587 | fiu al lui Cosimo I                          |
| 3 | Ferdinando I         | 19 octombrie 1587 | 7 februarie 1609  | frate al lui Francesco I fiu al lui Cosimo I |
| 4 | Cosimo al II-lea     | 7 februarie 1609  | 28 februarie 1621 | fiu al lui Ferdinando I                      |
| 5 | Ferdinando al II-lea | 28 februarie 1621 | 23 mai 1670       | fiu al lui Cosimo al II-lea                  |
| 6 | Cosimo al III-lea    | 23 mai 1670       | 31 octombrie 1723 | fiu al lui Ferdinando al II-lea              |
| 7 | Gian Gastone         | 31 octombrie 1723 | 9 iulie 1737      | fiu al lui Cosimo al III-lea                 |

## Mari Duci ai Toscanei - Casa de Habsburg-Lorena (1737–1801)
| #  | Nume                        | Început domnie | Sfârșit domnie | Relațai cu predecesorul                          |
| -- | --------------------------- | -------------- | -------------- | ------------------------------------------------ |
| 8  | Francesco al II-lea Stefano | 12 iulie 1737  | 18 august 1765 | stră-stră-strănepot al lui Francesco I           |
| 9  | Pietro Leopoldo I           | 18 august 1765 | 22 iulie 1790  | al doilea fiu al lui Francesco al II-lea Stefano |
| 10 | Ferdinando al III-lea       | 22 iulie 1790  | 3 august 1801  | al doilea fiu al lui Pietro Leopoldo I           |

## Regi ai Etruriei - Casa de Bourbon (1801–1807)
| # | Nume                     | Început domnie | Sfârșit domnie    | Relațai cu predecesorul                  |
| - | ------------------------ | -------------- | ----------------- | ---------------------------------------- |
| 1 | Lodovico I               | 3 august 1801  | 27 mai 1803       | nepot al lui Francisco al II-lea Stefano |
| 2 | Carlo Lodovico al II-lea | 27 mai 1803    | 10 decembrie 1807 | fiu al lui Lodovico I                    |

Toscana a fost anexată de Franța (1807–1814).  Elisa Bonaparte, sora împăratului Napoleon, a primit titlul onorific de Mare Ducesă de Toscana, dar nu a condus de facto regiunea.

## Pretendenți la titlul - Casa de Habsburg-Lorena (1860–prezent)
- Ferdinand al IV-lea 1860–1908
- Iosif Ferdinand 1908–1921
- Petru Ferdinand 1921–1948
- Gottfried 1948–1984
- Leopold Franz 1984–1993
- Sigismund 1993–prezent